# دهکده بنسای اومیا
دهکده بونسای اومیا (به انگلیسی: Ōmiya Bonsai Village)، نام مستعار محوطه پرورشگاه بونسای در بونسای چو (Bonsai-chō)، کیتا-کو، سایتاما، ژاپن است.
دهکده بونسای در نزدیکی ایستگاه ایمیاکون (Ōmiya-kōen Station) در خط توبو نودا (Tōbu Urban Park Line) واقع شده است. هر پنج‌شنبه تعطیل است (مگر اینکه پنج‌شنبه در تعطیلات ملی باشد).

## تاریخچه
- ۱۹۲۵: توسط گروهی از باغبانان حرفه‌ای بونسای که در اصل در اطراف منطقه دانگو-زاکا (Dangō-Zaka) در توکیو زندگی می‌کردند و به دلیل خسارات اساسی ناشی از زمین‌لرزه بزرگ کانتو در سال ۱۹۲۳ از آنجا مهاجرت کردند و در شهرک‌های تورو و هانگو (Toro و Hongō) در روستای اساتو (Ōsato) سکنا گزیدند.[۱]
- ۱۹۴۰، روستای اساتو با سایر روستاها ادغام شد و شهر اومیا را تشکیل داد.
- ۱۹۵۷، نام حومه رسمی بونسای چو (Bonsai Town) به این منطقه داده شد.
- ۲۰۰۱، شهر اومیا با سایر شهرها ادغام شد و شهر سایتاما را تشکیل داد.
- ۱ آوریل ۲۰۰۳، در روز تعیین دولت (Cities designated by government ordinance of Japan) توسط شهر سایتاما، بونسای چو در کیتاکو طبقه‌بندی شد.

## امروز

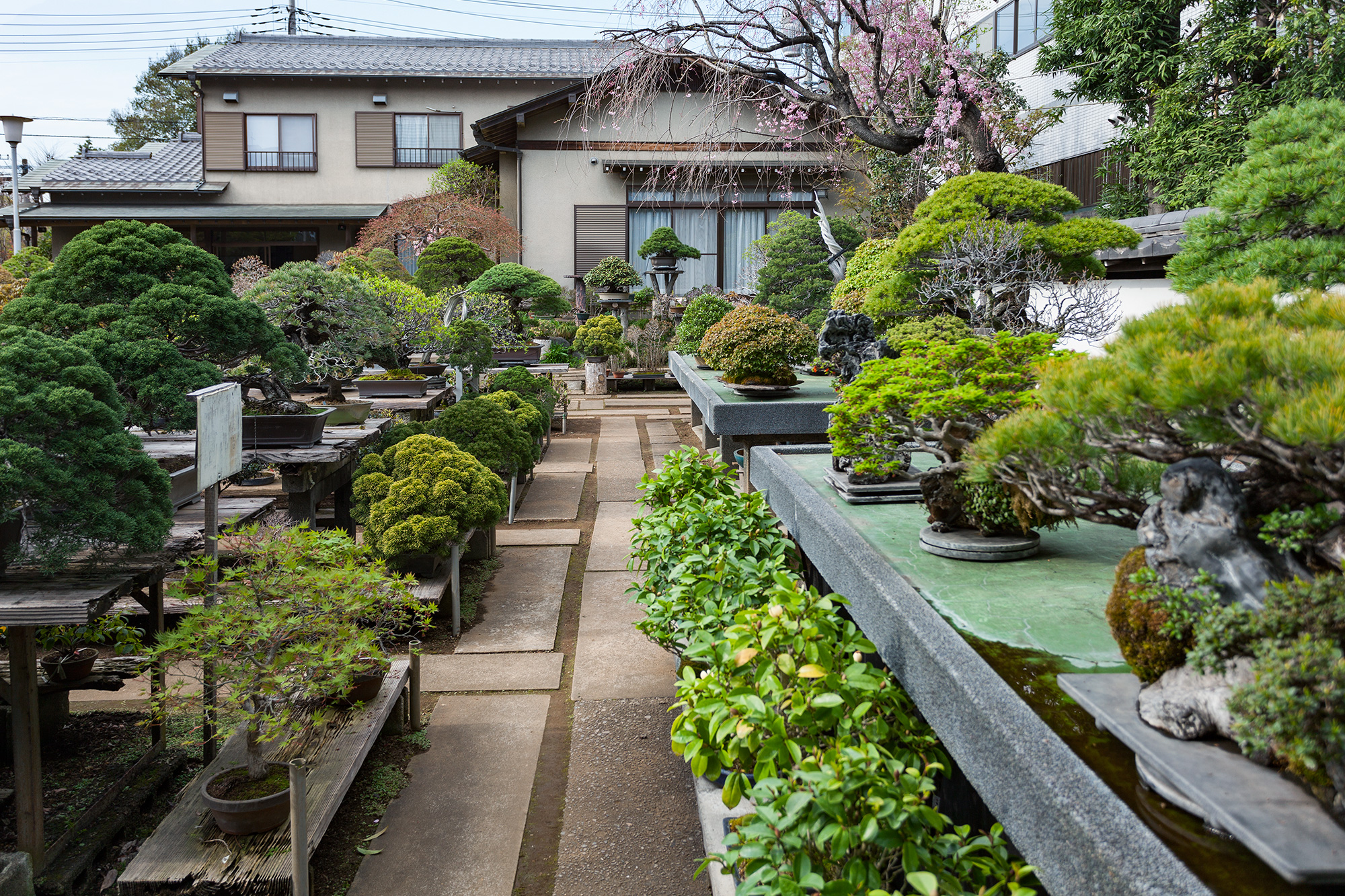
پرورشگاه بونسای فویو-این در دهکده بونسای اومیا.

دهکده بونسای شامل حدود ده باغ بونسای است. از اوایل دهه ۱۹۹۰، اومیا بونسای چو شاهد انقباض جزئی در تعداد پرورشگاه‌ها بود.
از سال ۲۰۰۷، دهکده بونسای شامل صدها هزار درخت بونسای در مکانی به وسعت حدود ۳۳۰۰۰۰ مترمربع است.
این منطقه همچنین شامل موزه هنر «Omiya Bonsai Art» است که در سال ۲۰۱۰ افتتاح شد. این موزه دارای نمایشگاه‌های داخلی از تاریخ و هنر بونسای و همچنین یک فضای باز با تعدادی نمونه بونسای است.
برخی از مواد موزه از موزه هنر تاکاگی بونسای در توکیو گرفته شده است.
هر سال، دهکده بونسای «جشنواره بزرگ بونسای» را از ۳ تا ۵ مه برگزار می‌کند. در طول جشنواره این منطقه مملو از بسیاری از طرفداران بونسای از سراسر ژاپن است.